# لوئیس بریانت
لوئیس بریانت (به انگلیسی: Louise Bryant) (زاده ۱۸۸۵ - درگذشته ۱۹۳۶) نویسنده و انقلابی آمریکایی از پشتیبانان حکومت شوروی بود.
او از تاریخ نویسان انقلاب اکتبر بود و در آمریکا برای جلوگیری از تهاجم آمریکا به شوروی تلاش می‌کرد.
لوییس بریانت، همسر جان رید، انقلابی و روزنامه‌نگار آمریکایی، بود.